# Unitäre Gruppe
In der Mathematik bezeichnet die unitäre Gruppe {\displaystyle \mathrm {U} (H)} über einem komplexen Hilbertraum {\displaystyle H} die Gruppe aller unitären komplex linearen Abbildungen über {\displaystyle H}. Unitäre Gruppen und ihre Untergruppen spielen eine zentrale Rolle in der Quantenphysik, wo sie zur Beschreibung von Symmetrien der Wellenfunktion dienen.

## Eigenschaften
Im allgemeinen Fall ist die unitäre Gruppe mit der Supremumsnorm eine Banach-Lie-Gruppe. Man kann die unitäre Gruppe mit der schwachen Operator-Topologie versehen. Diese fällt, eingeschränkt auf die unitäre Gruppe, mit der starken Operator-Topologie zusammen. Für endlichdimensionale Hilberträume fallen die von der Supremumsnorm induzierte Topologie und die Operator-Topologie zusammen.
Die unitäre Gruppe über einem endlichdimensionalen Hilbertraum {\displaystyle H} der Dimension {\displaystyle n} ist eine reelle Lie-Gruppe der Dimension {\displaystyle n^{2}} und wird mit {\displaystyle \mathrm {U} (n)} bezeichnet. Die Gruppe {\displaystyle \mathrm {U} (n)} ist eine Untergruppe der allgemeinen linearen Gruppe {\displaystyle \mathrm {GL} (n,\mathbb {C} )} und lässt sich konkret realisieren durch die Menge der unitären {\displaystyle n\times n} Matrizen mit der Matrixmultiplikation als Gruppenoperation. Für gegebenes {\displaystyle n} bilden die unitären Matrizen mit Determinante 1 eine mit {\displaystyle \mathrm {SU} (n)} bezeichnete Untergruppe von {\displaystyle \mathrm {U} (n)}, die spezielle unitäre Gruppe.

## Beispiel
Die neben der trivialen Gruppe {\displaystyle \mathrm {U} (0)} einfachste unitäre Gruppe ist U(1), die sogenannte Kreisgruppe, die Gruppe der linearen Abbildungen der komplexen Zahlen, die das Betragsquadrat unverändert lassen, mit der Verkettung als Gruppenoperation. Die Gruppe ist abelsch und lässt sich konkret realisieren durch die Menge der Funktionen {\displaystyle u_{\alpha }}, die jeweils eine gegebene komplexe Zahl mit einem Phasenfaktor {\displaystyle e^{\mathrm {i} \alpha }} multiplizieren, wobei {\displaystyle \alpha } eine reelle Zahl ist:
{\displaystyle u_{\alpha }(z)=e^{\mathrm {i} \alpha }\;z\;.}
Die Abbildung {\displaystyle u_{\alpha }} beschreibt eine Drehung der komplexen Zahlenebene um den Winkel {\displaystyle \alpha }. Diese Gruppe ist topologisch isomorph zur Gruppe {\displaystyle \{z\in \mathbb {C} ;\,|z|=1\}} mit der Multiplikation komplexer Zahlen als Gruppenoperation.
Das Zentrum von {\displaystyle \mathrm {U} (n)} für beliebiges {\displaystyle n} ist {\displaystyle \{z\cdot 1_{n};\,z\in \mathbb {C} ,\,|z|=1\}}, wobei {\displaystyle 1_{n}} die n-dimensionale Einheitsmatrix sei, und daher isomorph zu {\displaystyle \mathrm {U} (1)}